# Friedrich Wachhorst de Wente

Friedrich Wachhorst de Wente

Friedrich Wachhorst de Wente (* 23. Februar 1863 in Bottorf, Kreis Bersenbrück; † 16. Februar 1939 in Groß Mimmelage, Kreis Bersenbrück) war ein deutscher Hofbesitzer, Agrarfunktionär und Politiker. Der evangelisch-lutherische Wachhorst de Wente war MdR und MdL (Preußen).

## Leben
Friedrich Wachhorst de Wente war der Sohn eines Landwirts. Nach der Volksschule und dem Besuch einer Privatschule besuchte er in Osnabrück und Quakenbrück ein Gymnasium beziehungsweise Realgymnasium. Der landwirtschaftlichen Ausbildung auf dem väterlichen Hof folgten Tätigkeiten auf verschiedenen Höfen im Raum Hildesheim. Nach der Übernahme des väterlichen Betriebes machte Wachhorst de Wente sich vor allem einen Namen durch die Übernahme landwirtschaftlicher Ehrenämter in der Region und der Gründung von landwirtschaftlichen Organisationen.
Friedrich Wachhorst de Wente schloss sich der Nationalliberalen Partei an. Für sie gehörte er von 1907 bis 1912 dem Reichstag an, wobei er im heimatlichen Wahlkreis Melle-Diepholz (Hannover 2) gewählt worden war. 1912 verlor er den Wahlkreis jedoch an einen Welfen, der vom Zentrum unterstützt wurde. Als wichtiger Agrarpolitiker war er Mitglied im Vorstand seiner Partei für den Regierungsbezirk Osnabrück und vertrat die Region seit 1896 auf nationalliberalen Parteitagen. 1912 bis 1918 gehörte der Landwirt sogar dem Zentralvorstand der Nationalliberalen Partei an.
1914, inzwischen als agrarischer Interessenvertreter weit bekannt, gelangte er im Rahmen einer Nachwahl im Wahlkreis Magdeburg 2 erneut in den Reichstag, wobei er den Wahlkreis den Deutschkonservativen entreißen konnte. Als sich nach dem Zusammenbruch des Kaiserreichs die Nationalliberale Partei auflöste, schloss sich Wachhorst de Wente der linksliberalen Deutschen Demokratischen Partei (DDP) an, deren Gründungsaufruf er mitunterzeichnete. Im heimischen Wahlkreis 15 (Weser-Ems) gelangte er für sie 1919 in die Weimarer Nationalversammlung. Aufgrund der großen Stimmenverluste der DDP kam er 1920 jedoch nicht in den Reichstag.
Allerdings gehörte Wachhorst de Wente von 1913 bis 1918 ebenfalls für die Nationalliberale Partei dem Preußischen Abgeordnetenhaus an. Als für die Partei zunehmend wichtiger werdender Agrarfunktionär gehörte der Landwirt von 1920 bis 1932 für die DDP beziehungsweise seit 1930 für die Deutsche Staatspartei (DStP), wie sich die Partei seitdem nannte, dem Preußischen Landtag an. Mit dem vollkommenen Niedergang der Partei endete 1932 seine politische Karriere. 1918/19 war Wachhorst de Wente Mitglied des provisorischen Hauptvorstands der DDP, 1920 bis 1930 des Reichsvorstands. Weiterhin war er ein führendes Mitglied des Reichsausschusses der DDP für Landwirtschaft.
Wachhorst de Wente war 1909 zusammen mit seinem nationalliberalen Parteifreund Hermann Wamhoff, der ebenfalls aus dem Osnabrücker Land stammte, Gründer des klein- und mittelbäuerlich orientierten Deutschen Bauernbundes, den er für die Zeit des Bestehens als Vorsitzender leitete. Der Deutsche Bauernbund stand politisch der Nationalliberalen Partei nahe, bekämpfte den großagrarisch-konservativen Bund der Landwirte (BdL) und besaß 1909 rund 9000, 1914 rund 50.000 und 1924 ungefähr 20.000 Mitglieder. Schwerpunkte der Bauernorganisation waren das Osnabrücker Land, die Provinz Posen, Hessen, das Land Oldenburg und die Altmark. Die Organisation war wichtig für die Gewinnung landwirtschaftlicher Wähler für die Nationalliberalen beziehungsweise für die DDP, wobei der größte Erfolg in dieser Beziehung bei den Wahlen 1919 errungen wurde. Der Deutsche Bauernbund ging 1927 in die Deutsche Bauernschaft ein, wobei Friedrich Wachhorst de Wente Vorsitzender des geschäftsführenden Ausschusses wurde. Die Umwandlung der Deutschen Bauernschaft in die Deutsche Bauernpartei, wie sie von zwei wichtigen Mitgliedsorganisationen, dem Bayerischen Bauernbund und dem Schlesischen Bauernverein, betrieben wurde, lehnte er ab. Daher beschränkte sich die Unterstützung dieser Kleinbauernpartei, die 1928 acht Reichstagsmandate errang, auf diese beiden Bauernvereine.